# Leslie W. Knapp
Leslie William Knapp (* 17. November 1929 in Auburn, New York; † 17. Mai 2017 in Maryland) war ein US-amerikanischer Ichthyologe an der Smithsonian Institution.

## Leben
Knapp machte 1947 seinen Abschluss an der Port Byron Central School in Port Byron, New York. Er besuchte ab September 1948 das College of Agriculture der Cornell University und erhielt 1952 seinen Bachelor of Science. Von 1952 bis 1954 absolvierte er seinen Militärdienst in der United States Army. Im August 1957 heiratete er die Gewächshausunternehmerin Betty Lou Hunt, mit der er zwei Söhne hatte. Im Februar 1955 trat er in die University of Missouri ein und schloss im August 1958 sein Master-Studium bei Arthur Witt, Jr. mit einer Studie über die Verbreitung der Fische im Oberlauf des White River, Missouri, ab. Im September 1958 begann er sein Doktoratsstudium an der Cornell University, wo er im Februar 1964 unter der Leitung von Edward C. Raney  mit der Dissertation Systematic studies of the rainbow darter, Etheostoma caeruleum (Storer), and the subgenus Hadropterus (Pisces, Percidae) zum Ph.D. promoviert wurde. In dieser Zeit wurde an der Cornell University viel über Springbarsche geforscht, darunter Robert Victor Miller, William J. Richards und Bruce B. Collette, die unter der Leitung von Raney verschiedene Gruppen von Springbarschen studierten. Von Cornell aus wurde Knapp vom Smithsonian Oceanographic Sorting Center in Washington, D.C. engagiert, wo das Material bearbeitet wurde, das bei Expeditionen wie der International Oceanographic Campaign gesammelt wurde. Knapp veröffentlichte von 1963 bis 1976 sieben Studien über Springbarsche, darunter zusammen mit Collete einen Katalog über die Typusexemplare aller Springbarsche. Danach widmete er sich der Erforschung von zwei Familien von Meeresfischen, den Plattköpfen (Platycephalidae) und den Tiefsee-Plattköpfen (Bembridae). Von 1973 bis 2012 veröffentlichte Knapp 24 Arbeiten, sieben davon zusammen mit dem japanischen Ichthyologen Hisashi Imamura. Seine letzte Arbeit waren die Abschnitte über die Familien Bembridae und Platycephalidae, in dem bislang unveröffentlichten Werk Coastal Fishes of the Western Indian Ocean von Phil Heemstra and Wouter Holleman.

## Forschung
Von 1955 bis 1977 machte Knapp rund 340 Sammlungen von Süßwasserfischen, hauptsächlich vom Ozark-Plateau, den Appalachen und dem nördlichen Maryland. Die meisten dieser Exkursionen nach Nord-Maryland dienten der Suche nach dem Maryland-Springbarsch (Etheostoma sellare). Seit der Entdeckung im Swan Creek, in der Nähe von Havre de Grace, Maryland, im Jahr 1913 wurde nur wenig über diese Art veröffentlicht, die als stark gefährdet galt. Knapp und eine Gruppe von Cornell-Studenten entdeckten ein Jungtier im Gasheys Creek in der Nähe von Aberdeen, Maryland, das  mit juvenilen Vertretern der Saugkarpfenart Hypentelium nigricans vergesellschaftet war. Knapp und Collette unternahmen mehrere meist erfolglose Sammelexkursionen zum Swan Creek und zum Gashey’s Run im März und Mai 1964. Im April 1965 konnten sie ein Exemplar nachweisen. Raney und Frank Schwartz entdeckten im Mai 1965 eine Population der Maryland-Springbarsche im Deer Creek bei Havre de Grace. Die Exemplare aus dieser Sammlung und einer weiteren, die Knapp und Collette im November 1965 sammelten, lieferten die Basis für eine Neubeschreibung der Art durch Knapp im Jahr 1976.  Von 1973 bis 1978 war Knapp Mitglied des Arterhaltungsteams des United States Fish and Wildlife Service für den Maryland-Springbarsch. Seit 1996 gilt die Art als ausgestorben.
Ab 1964 unternahm Knapp zahlreiche Expeditionen und andere Sammeltouren, hauptsächlich für Meeresfische. Die erste im Jahr 1964, war Teil der Internationalen Indischen Ozeanographischen Expedition auf der R/V Anton Bruun, die 90 Sammlungen von Fischen und wirbellosen Tieren im Mosambik-Kanal durchführte. Hier stieß Knapp zum ersten Mal auf Plattköpfe, die in den folgenden Jahren den Schwerpunkt seiner Forschung bildeten. Von 1966 bis 1970 sammelte er entlang der Pazifikküste Südamerikas auf dem Garnelentrawler Vina del Mar und nahm an zwei weiteren Forschungsreisen auf der Anton Bruun teil. Im Jahr 1971 führte  er vor Eilat, Israel, Gerätetauchgänge durch, um lebende Fische für Verhaltensstudien zu fangen. Er fuhr auch mit dem Fischtrawler Menelik zu einer Sammeltour nach Massaua, Eritrea. Bei Reisen zu den zentralen Philippinen, trug er 90 Fischsammlungen zusammen.
Im Jahr 1992 fuhr Knapp mit dem Trawler R/S Africana vor die Küste Südafrikas. Seine letzte Reise führte ihn 1995 nach Manila und Bolinao auf den Philippinen, um auf den Märkten Plattköpfe zu erwerben.